# Villes-sur-Auzon
Villes-sur-Auzon è un comune francese di 1 321 abitanti situato nel dipartimento della Vaucluse della regione della Provenza-Alpi-Costa Azzurra.

## Società

### Evoluzione demografica
Abitanti censiti